# Пресерє-при-Златем Полю
Пресерє-при-Златем Полю (словен. Preserje pri Zlatem Polju) — поселення в общині Луковиця, Осреднєсловенський регіон, Словенія. 
Висота над рівнем моря: 562,4 м.